# Приз Сикорского
Приз Сико́рского (англ. Igor I. Sikorsky Human Powered Helicopter Competition) был учреждён в 1980 году Американским вертолётным обществом для поощрения разработки мускулолёта вертолётного типа, удовлетворяющего ряду жёстких требований: аппарат должен был находиться в воздухе не менее 60 секунд и подняться на высоту не менее трёх метров, при этом не отдаляясь от точки старта более чем на 10 метров. В 2013 году, через 33 года после учреждения приза, он был официально присуждён команде студентов и выпускников Торонтского университета под названием AeroVelo, построившим аппарат Atlas, который совершил полёт, соответствующий этим требованиям.
За время существования приза более 20 команд разработали и построили вертолёты на мускульной тяге, однако только пять из них когда-либо поднялись в воздух.

## История
Приз был назван в честь Игоря Сикорского, одного из основателей общества. Изначально сумма приза составляла 10 000 долларов США, но вскоре была увеличена до 250 000 долларов.
Первым в мире оторвавшимся от земли вертолётом на мускульной тяге в 1989 году стал Da Vinci III, разработанный и построенный студентами Калифорнийского политехнического университета. В ходе полёта продолжительностью 7,1 секунды аппарат достиг высоты в 20 см (8 дюймов). Следующим мускулолётом стал Yuri I, разработанный и построенный студентами японского университета Нихон. В 1994 году он поднялся на высоту 20 см и оставался в воздухе 19,46 секунды.
Поскольку после 1994 года попыток выиграть приз не предпринималось, корпорация Sikorsky Aircraft в 2009 году увеличила призовой фонд до 250 000 долларов. Этот шаг возродил интерес к соревнованию; основными претендентами на приз, идущими «ноздря в ноздрю», стали команды Мэрилендского и Торонтского университетов.
Студентами Мэрилендского университета был разработан и построен аппарат Gamera I, 12 мая 2011 года совершивший успешный полёт продолжительностью 4 секунды; в одном из последующих полётов аппарат продержался в воздухе 11 секунд.
В ноябре 2011 года началось сооружение усовершенствованной версии аппарата Gamera II, 21 июня 2012 года этот вертолёт продержался в воздухе 50 секунд. 28 августа 2012 года при испытательных полётах следующего аппарата, Gamera IIXR, имевшего ещё большие размеры и более длинные винты, были установлены официальные мировые рекорды продолжительности полёта и высоты подъёма для вертолёта на мускульной тяге — соответственно 65 секунд и 2,4 м. Таким образом, состоялся первый в истории «высотный» полёт мускулолёта вертолётного типа, а также было выполнено первое требование приза Сикорского — касающееся длительности пребывания в воздухе.
24 июня 2012 года мускулолёт Upturn команды NTS Works продержался в воздухе в течение 10 секунд, достигнув при этом высоты 60 см.

## Победитель

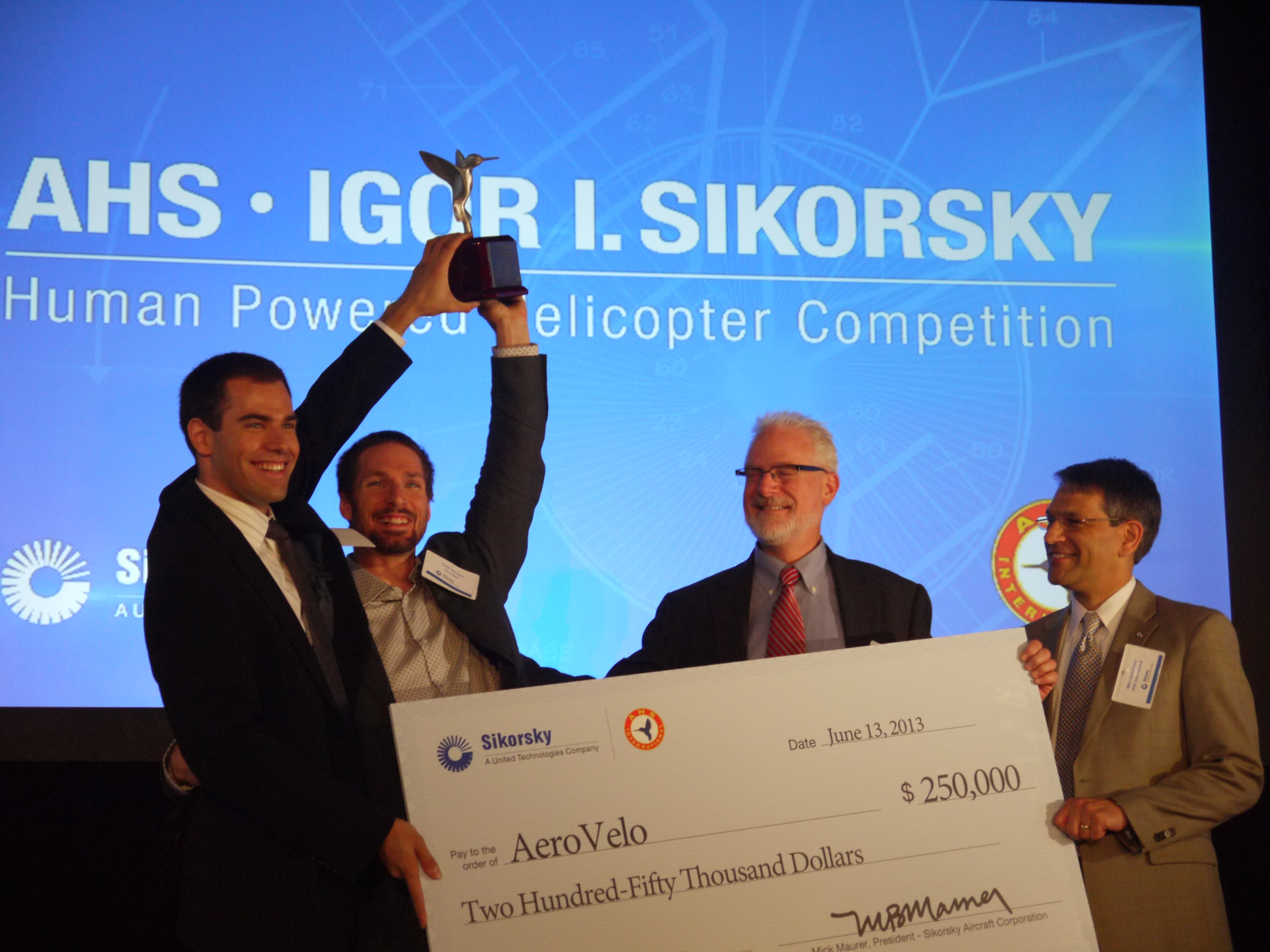
Вручение приза Сикорского команде разработчиков (11 июля 2013 года). Слева направо: Камерон Робертсон и Тодд Рейхарт (AeroVelo); Марк Миллер (Sikorsky Aircraft Corp); Майк Хиршберг (American Helicopter Society (AHS) International).

Команда AeroVelo начала пробные полёты своего, ещё большего по размерам, квадрокоптера Atlas 28 августа 2012 года. 13 июня 2013 года в 12:43 по Североамериканскому восточному времени Тодд Рейхарт (англ. Todd Reichart) выполнил на этом аппарате рекордный полёт, в ходе которого Atlas оставался в воздухе на протяжении 64,11 секунды, поднялся до максимальной высоты 3,3 метра и отклонился от точки старта не более чем на 9,8 метра. Данные о полёте были переданы в экспертную комиссию, которая, рассмотрев представленную информацию, постановила, что полёт соответствовал установленным требованиям и, следовательно, команда AeroVelo официально признаётся победительницей.